# Бардина, Марина Олеговна
Мари́на Оле́говна Ба́рдина (укр. Марина Олегівна Бардіна; род. 17 декабря 1992, Полтава) — украинский политик. Народный депутат Украины IX созыва, избранная от партии «Слуга народа» (с 2019 года).

## Биография
Родилась 17 декабря 1992 года в Полтаве. Училась в полтавской школе № 33.
Окончила Национальный университет «Киево-Могилянская академия», где стала магистром социологии. Изучала международное право в Институте международных отношений Киевского национального университета имени Тараса Шевченко. В октябре 2017 года поступила на специальность «социология» в Докторскую школу имени семьи Юхименко Национального университета «Киево-Могилянская академия». В 2015 году училась по программе Visegrad Academy for Political Leadership, а в 2016 году принимала участие в проекте Beyond the Protocol: Women and International Politics in Germany and Ukraine. В 2017 году прошла стажировку в The James S. Denton Transatlantic Fellowship в Вашингтоне и обучение в штаб-квартире Международного республиканского института.
Участница программы Благотворительного фонда Богдана Гаврилишина «Молодёжь изменит Украину». В июне 2015 года в рамках программы фонда изучала местное самоуправление Австрии. Является соучредителем общественной организации «Время равенства».
Являлась помощницей народных депутатов Украины от Блока Петра Порошенко «Солидарность» Сергея Лещенко на платной основе и Александра Черненко на общественных началах.
Накануне досрочных парламентских выборов 2019 года присоединилась к партии «Слуга народа», где занялась вопросами гендерного равенства. В ходе избирательной кампании была включена в список партии под номером 62 и избрана народным депутатом Украины. В Верховной раде стала председателем подкомитета по вопросам соблюдения Украиной международных обязательств в области прав человека и гендерной политики комитета Верховной рады по вопросам внешней политики и межпарламентского сотрудничества. Член Постоянной делегации в Парламентской ассамблее Совета Европы. В декабре 2019 года вошла в межфракционное объединение «Гуманная страна», созданного с целью защиты животных.
7 декабря 2020 года включена в список украинских физических лиц, против которых российским правительством введены санкции.